# Bayac
Bayac é uma comuna francesa na região administrativa da Nova Aquitânia, no departamento Dordonha. Estende-se por uma área de 10,25 km². Em 2010 a comuna tinha 357 habitantes (densidade: 34,8 hab./km²).